# Ctenotus ariadnae
Ctenotus ariadnae (гребневухий сцинк Аріадни) — вид сцинкоподібних ящірок родини сцинкових (Scincidae). Ендемік Австралії.

## Поширення і екологія
Гребневухі сцинки Аріадни мешкають в пустельних районах Центральної Австралії, на території Західної Австралії, Південної Австралії, Північної Території і Квінсленда. Вони живуть серед піщаних дюн та в заглибинах між дюнами, порослих спінніфексом. Живляться термітами, іншими комахами і павуками. Відкладають яйця.